# Partido testimonial

Logo del Partido Político Reformado neerlandés.

Se conoce como partido testimonial en política a un partido político que se enfoca en una causa específica, tema o grupo y que no pretende realmente ejercer el poder en el país, sino mantenerse firme a sus principios e ideales aprovechando los espacios públicos que obtiene para impulsar tal agenda. 
El término se originó en Países Bajos en donde su ley electoral permite a casi cualquier partido que tenga más del 0.66% puede llegar al Parlamento lo que genera la proliferación de partidos pequeños de muy variada ideología y, al mismo tiempo, la necesidad de una extrema flexibilidad temática e ideológica para lograr coaliciones de gobierno. Los partidos testimoniales así se mantendrían firmes en sus posturas aunque ello les implicara estar excluidos del poder siendo un ejemplo claro el Partido Político Reformado. 
A menudo se utiliza también para referirse a partidos pequeños o temáticos sin posibilidades de llegar al poder.